# Señal horaria

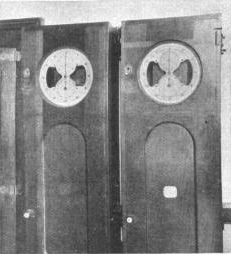
Relojes con señal de sincronización por telegrafía del año 1905 poco antes del uso generalizado de la radio

La señal horaria es una referencia cronométrica audible o visible que, generada mecánica o electrónicamente, sirve para comunicar la hora del día. Una de sus funciones tradicionales es permitir el ajuste aproximado (con una precisión de segundos) de los relojes en el ámbito doméstico (como Despertadores, Temporizadores o relojes digitales y relojes de pulsera). 
Asimismo, existen sistemas electrónicos de señal horaria diseñados para sincronizar automáticamente una gran variedad de dispositivos cronográficos digitales.

## Señales horarias audibles y señales horarias visibles
Las señales públicas para marcar una hora determinada (a imagen del canto del gallo como señal de la salida del sol) se remontan a los inicios de la civilización, cuando se quiso anunciar un momento determinado del día, por ejemplo, para avisar a la comunidad de ciertos actos. Para este propósito se empleaban diversos dispositivos sonoros como gongs, campanas, y cualquier elemento que tuviera un suficiente nivel sonoro.
Hay diseños de clepsidras en Grecia descritas por Arquímedes o en Roma, descritas por Vitruvio, que hacían sonar campanas a una hora determinada. Estas constituirían una señal horaria primitiva.
Se guardan registros de que los romanos tenían campanas en las casas para marcar las horas y hacían sonar una campana para avisar a la gente en momentos determinados, como por ejemplo para anunciar que había llegado la hora establecida para la apertura de los baños públicos.
Los actos religiosos eran un caso particular aunque bastante importante a partir de la Edad Media. El manuscrito Ms.225 de Ripoll describe un "orologgium con tintinabulla", que servía para llamar a los monjes a "maitines".
El reloj del campanario de una iglesia también emite, por supuesto, un tipo de señal horaria pública. El primer reloj de campanario de una iglesia del que se tiene noticia es en Valencia en 1350. Hoy en día las campanas de San Pedro del Vaticano todavía llaman a los fieles cada día a rezar el ángelus.
Los relojes de campanario, sin embargo, son tan precisos como el mecanismo de relojería que los activa, aunque han mejorado sustancialmente desde los primeros relojes supervivientes del siglo XIV.
Para muchos miembros del público en general, un reloj público, como el Big Ben, fue durante mucho tiempo el único estándar de tiempo que necesitaban.
El momento en que hicieron más falta las "señales de tiempo" públicas fue para su uso en la navegación. Se establecieron una serie de "señales de tiempo" audibles o visibles para permitir a los navegantes comprobar su cronómetro marino. Estas "señales de tiempo" se establecieron en la mayoría de puertos y ciudades.

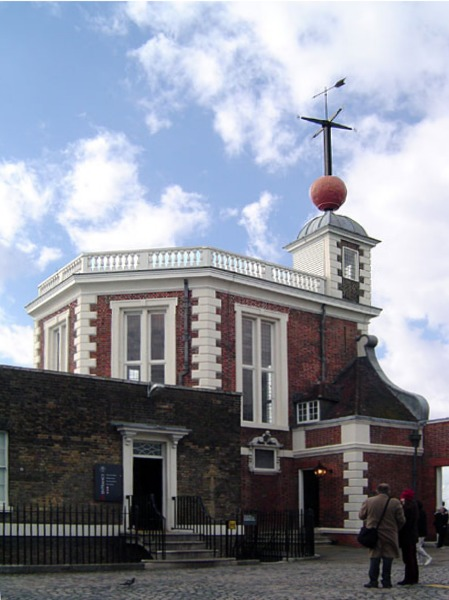
La bola horaria del Observatorio de Greenwich, Londres, se muestra en la parte superior derecha de la imagen.

En muchas comunidades no marineras, el pitido de las fábricas se utilizó como señal horaria antes de que la radio lo convirtiera en obsoleto.

## Señales horarias eléctricas
Sandford Fleming propuso un reloj de 24 horas para el mundo entero. En una reunión del Instituto Real de Canadá el 8 de febrero de 1879 lo vinculó al anti-meridiano de Greenwich, es decir, 180°. Sugirió que se podía usar una zona horaria local, repartida en franjas alrededor del mundo, pero quedando subordinadas a esta hora mundial.
Un estándar de tiempo se empezó a utilizar en Estados Unidos el 18 de noviembre de 1883. Anteriormente, el 11 de octubre de 1883, la Convención General del Tiempo, precursora de la Asociación de Ferrocarriles, aprobó un plan que dividía a los Estados Unidos en varias zonas (zona horaria). En este día de noviembre, el Observatorio Naval de los Estados Unidos telegrafió una señal que coordinaba las 12:00 (Hora del Este), con las 11:00 (Hora Central), con las 10:00 (Hora de las Montañas), y con las 9:00 (Hora del Pacífico).

## Señales horarias por radio

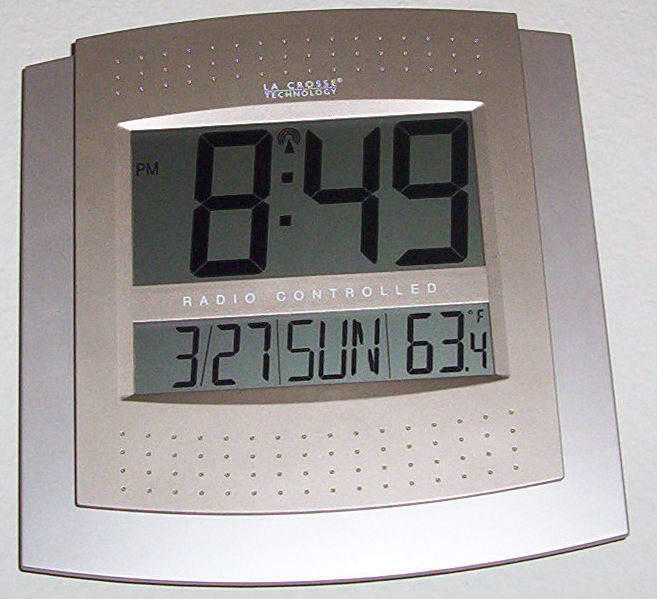
Radioreloj de Onda larga moderno

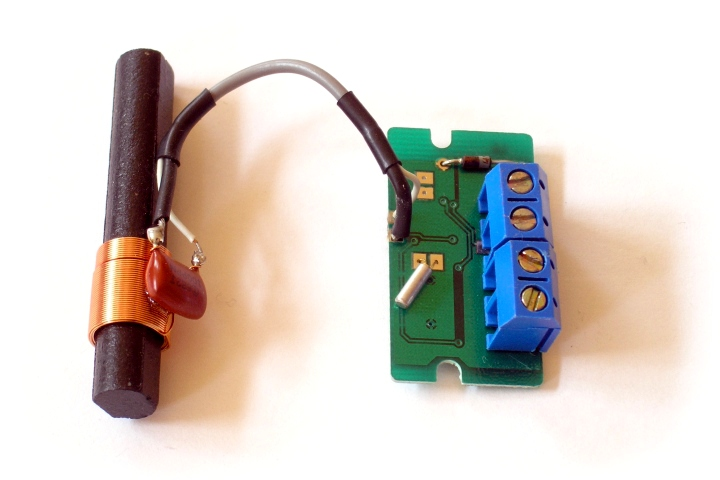
Receptor de señal horaria de Onda larga.

La distribución de las señales telegráficos de tiempo se hizo obsoleta por el uso de AM, FM, radio de onda corta,  servidores de Internet (Network Time Protocol), así como relojes atómicos en satélites GPS. Desde 1905 las señales de tiempo se han transmitido por radio.
Desde 1924 la BBC ha difundido en sus emisiones de radio de forma ininterrumpida las conocidas señales horarias (seis pips), que cada 60 minutos marcan la hora exacta de Greenwich. La puesta en marcha de este conocido sistema de marcar la hora mediante seis pitidos surgió por iniciativa del astrónomo británico Frank Watson Dyson (1868-1939). Estas señales y otras similares de emisoras de todo el mundo han permitido ajustar de forma aproximada la hora de relojes domésticos y de relojes de pulsera durante décadas.
Sin embargo, la progresiva extensión de sistemas digitales de cronometría cada vez más precisos, y la necesidad de sincronizar de forma automática los cada vez más numerosos relojes (ligados a la informática, a las telecomunicaciones o a sistemas como el GPS), ha propiciado la aparición de estaciones oficiales dedicadas específicamente a la emisión de señales horarias en onda larga. Por ejemplo, la estación DCF77, situada cerca de Fráncfort, brinda cobertura gratuita de señal horaria en un radio de unos 2000 km a cualquier dispositivo electrónico (desde relojes de pulsera a estaciones meteorológicas domésticas) capaz de captar sus señales. 